# Kropelka – przygody z wodą
Kropelka – przygody z wodą (hiszp. Narigota, ang. Raindrop The Water is Adventure, 2002) – hiszpański edukacyjny serial animowany, opowiadający wspólne przygody Kropelki – drobinki wody, Mrozika – kryształka lodu i Nimbusa – obłoczka. 

## Obsada
Nagranie dialogów: GALLETLY S.A. - AUDIO PROJECTS

Obsada dźwiękowa:
- Enrique Hernandez – Narigota/Kropelka
- Francesc Rocamora – Frigote/Mrozik
- Vincente Gil – Vaporón/Nimbus
- Alberto Vilar – Bolinga/Grubcio
- Oscar Redondo

i inni

## Wersja polska
Serial był nadawany w godzinach porannych przez TVP2, a wcześniej przez TVP1. W 2012 roku serial emitowany był na antenie telewizji PULS 2.
Wersja polska: HAGI FILM I VIDEO WROCŁAW

Reżyseria: Igor Kujawski

Dialogi:
- Kaja Sikorska (odc. 1-6, 9-19, 23),
- Halina Wodiczko (odc. 7-8, 20-22, 24-26)

Konsultacja naukowa: Dr Grażyna Winiarska

Realizacja:
- Robert Maniak (odc. 1-26),
- Jacek Kaźmierczak (odc. 5-26)

Kierownictwo produkcji: Piotr Skotnicki

Wystąpili:
- Adam Cywka – Kropelka
- Grzegorz Wojdon – Mrozik
- Miłogost Reczek – Nimbus
- Bogdan Grzeszczak – Grubcio
- Marian Czerski – Bakcyl
- Elżbieta Golińska
- Edyta Skarżyńska
- Aldona Struzik
- Monika Szalaty
- Bogna Woźniak – Krętek
- Magdalena Zając
- Anna Kramarczyk
- Iwona Kucharzak
- Jadwiga Skupnik
- Krzysztof Grębski
- Tomasz Lulek
- Krzysztof Dracz
- Maciej Sosnowski
- Paweł Okoński
- Zygmunt Bielawski
- Mikołaj Michalewicz
- Andrzej Wilk
- Andrzej Mrozek
- Konrad Imiela
- Wojciech Ziemiański

i inni
Piosenki w wykonaniu:
- Spirituels Singers Band,
- Konrada Imieli (odc. 8)

Opracowanie muzyczne: Włodzimierz Szomański

Teksty piosenek: Miłogost Reczek i Igor Kujawski

## Spis odcinków
| N/o            | Polski tytuł                | Angielski tytuł           |
| -------------- | --------------------------- | ------------------------- |
|                |                             |                           |
| SERIA PIERWSZA |                             |                           |
|                |                             |                           |
| 01             | Narodziny Kropelki          | Raindrop’s Birth          |
|                |                             |                           |
| 02             | Zamek z chmur               | The Cloud Castle          |
|                |                             |                           |
| 03             | Witam, panie Wodorze        | Welcome Mr. Hydrogen      |
|                |                             |                           |
| 04             | Kropelka budowniczy         | Raindrop the Builder      |
|                |                             |                           |
| 05             | Mrozik – śnieżny książę     | Frosty, The Snow Lord     |
|                |                             |                           |
| 06             | Tam gdzie płyną rzeki       | When Rivers Flow          |
|                |                             |                           |
| 07             | Oceanolandia                | Oceanland                 |
|                |                             |                           |
| 08             | Bakcyl pakuje się w kłopoty | Flu gets in trouble       |
|                |                             |                           |
| 09             | Pustynne miraże             | What a mirage             |
|                |                             |                           |
| 10             | Alarm w lesie               | Emergency in the forest   |
|                |                             |                           |
| 11             | Nie ma jak w domu           | Home, sweet home          |
|                |                             |                           |
| 12             | O, nieba!                   | Oh, Heavens!              |
|                |                             |                           |
| 13             | W oczyszczalni ścieków      | Dirty Face                |
|                |                             |                           |
| 14             | Świat w niebezpieczeństwie  | World in danger           |
|                |                             |                           |
| 15             | I światło wróciło           | And the light came back   |
|                |                             |                           |
| 16             | Skarby morza                | The treasure of the sea   |
|                |                             |                           |
| 17             | Superkropla                 | Superdrop                 |
|                |                             |                           |
| 18             | Bardzo słona woda           | Salty salty water         |
|                |                             |                           |
| 19             | Pijmy wodę                  | Let’s drink               |
|                |                             |                           |
| 20             | Na pustyni                  | We will drink raindrop    |
|                |                             |                           |
| 21             | Bar leczniczych wód         | The water bar             |
|                |                             |                           |
| 22             | Koniec świata               | The end of the world      |
|                |                             |                           |
| 23             | W domowym zaciszu           | Home sweet home 2         |
|                |                             |                           |
| 24             | Powrót do korzeni           | Getting back to the roots |
|                |                             |                           |
| 25             | Zjawiska atmosferyczne      | What phenomena we are     |
|                |                             |                           |
| 26             | Świat Mrozika               | Frosty’s World            |
|                |                             |                           |

## Nagrody
Serial zdobył pierwszą nagrodę w konkursie Aqua 2003, jednej z najbardziej prestiżowych krajowych nagród środowiskowych przyznawanych przez hiszpańskie Ministerstwo Środowiska.